# Stamford (Nebraska)
Stamford je selo u američkoj saveznoj državi Nebraska. Prema popisu stanovništva iz 2010. u njemu je živjelo 183 stanovnika.